# 海津市立城南中学校
海津市立城南中学校（かいづしりつ じょうなんちゅうがっこう）は、岐阜県海津市にある公立中学校。

## 概要
海津市立城山中学校・養南中学校を統合して2008年（平成20年）4月に開校した公立中学校で、「城南」という校名は城山中と養南中の名前から取られている。全校生徒200人程度で城山小学校・下多度小学校の生徒が進学する。
2008年(平成20年)城南中学校として合併したが8年後、2016年(平成28年)新たに海津市立城南中学校・南濃中学校が合併し
『城南』、『南濃』の名前をとり元の名前と同じで城南中学校となった。　全校生徒400人程度の生徒が通っている。

## 沿革
- 2008年4月 - 海津市立城山中学校と海津市立養南中学校を統合して旧城山中学校の地に開校。
- 2016年4月 - 海津市立城南中学校と海津市立南濃中学校が統合し城南中学校の地に新しい校舎、体育館を建て開校。

## アクセス
- 養老鉄道養老線 駒野駅から約1キロ
- 国道258号 羽根谷交差点から東進約300メートル